# Episodi di Fear the Walking Dead (settima stagione)
La settima stagione della serie televisiva Fear the Walking Dead, composta da sedici episodi, è stata trasmessa in prima visione negli Stati Uniti d'America dall'emittente AMC dal 17 ottobre 2021 al 5 giugno 2022.
La stagione è stata resa disponibile una settimana prima della sua messa in onda su AMC+ dal 10 ottobre 2021 al 29 maggio 2022.
In Italia la stagione è andata in onda in prima visione satellitare su MTV, canale a pagamento della piattaforma Sky dall'11 giugno al 24 settembre 2022.
| nº | Titolo originale  | Titolo italiano            | Prima TV USA     | Prima TV Italia   |
| -- | ----------------- | -------------------------- | ---------------- | ----------------- |
| 1  | The Beacon        | Una nuova alba             | 17 ottobre 2021  | 11 giugno 2022    |
| 2  | Six Hours         | Un rifugio sicuro          | 24 ottobre 2021  | 18 giugno 2022    |
| 3  | Cindy Hawkins     | Visioni                    | 31 ottobre 2021  | 25 giugno 2022    |
| 4  | Breathe with Me   | Faccia a faccia            | 7 novembre 2021  | 2 luglio 2022     |
| 5  | Till Death        | Finché morte non ci separi | 14 novembre 2021 | 9 luglio 2022     |
| 6  | Reclamation       | La videocamera             | 21 novembre 2021 | 16 luglio 2022    |
| 7  | The Portrait      | Il ritratto                | 28 novembre 2021 | 23 luglio 2022    |
| 8  | Padre             | Padre                      | 5 dicembre 2021  | 30 luglio 2022    |
| 9  | Follow Me         | Il sogno di Alicia         | 17 aprile 2022   | 6 agosto 2022     |
| 10 | Mourning Cloak    | Giovani ranger             | 24 aprile 2022   | 13 agosto 2022    |
| 11 | Ofelia            | Ofelia                     | 1º maggio 2022   | 20 agosto 2022    |
| 12 | Sonny Boy         | L'eredità                  | 8 maggio 2022    | 27 agosto 2022    |
| 13 | The Raft          | Il cratere                 | 15 maggio 2022   | 3 settembre 2022  |
| 14 | Divine Providence | Divina provvidenza         | 22 maggio 2022   | 10 settembre 2022 |
| 15 | Amina             | Amina                      | 29 maggio 2022   | 17 settembre 2022 |
| 16 | Gone              | Alle porte del paradiso    | 5 giugno 2022    | 24 settembre 2022 |

## Una nuova alba
- Titolo originale: The Beacon
- Diretto da: Michael E. Satrazemis
- Scritto da: Ian Goldberg e Andrew Chambliss

### Trama
Will, un sopravvissuto, viene trovato dagli uomini di Victor che con Howard ha creato una comunità autosufficiente. Una volta interrogato Will, Victor lo caccia non ritenendolo più utile, ma cambia idea quando gli mostra una medaglietta, chiedendogli di portarlo dove l'ha trovata. Will guida Victor nella devastazione, ma si tradisce con le parole e Victor capisce che conosce Alicia, a cui lui aveva regalato la medaglietta. I due lottano, ma l'arrivo di alcuni predoni e poi dei vaganti fa in modo che i due tornino a parlare. Will racconta che era nel bunker poi occupato dal gruppo di Teddy e riconosce alcuni di loro tra i vaganti. I due si recano allora nel bunker trovandolo deserto e con un messaggio per Will con scritto "PADRE". I due tornano alla torre dove Victor ha la sua base ed egli spiega che per comandare bisogna eliminare ogni affetto. Victor scaglia dal tetto Will pensando che Alicia non lo perdonerà mai per quanto ha fatto, quindi utilizza la lampada di un faro per attirare un'orda di vaganti alle porte da usare per tenere lontani gli altri.
- Guest star: Omid Abtahi (Howard), Gus Halper (Will).
- Ascolti USA: telespettatori 1.087.000 – rating 18-49 anni 0,26%[3]

## Un rifugio sicuro
- Titolo originale: Six Hours
- Diretto da: Michael E. Satrazemis
- Scritto da: Ian Goldberg e Andrew Chambliss

### Trama
Morgan, Grace e la piccola Mo decidono di partire dal sottomarino dove sono rifugiati nel tentativo di superare la ricaduta radioattiva. Mentre passano per una città, incontrano Fred e Bea, due sopravvissuti gravemente malati di radiazioni. I due li minacciano dicendo che Mo è loro figlia, ma l'arrivo di un gruppo di vaganti e un altro misterioso sopravvissuto li costringe ad allearsi. Morgan uccide i vaganti e scaccia il sopravvissuto, ma Grace è costretta a uccidere Fred quando, per non farle attirare i vaganti, tenta di soffocare Mo che sta piangendo. Morgan elimina anche la loro vera figlia neonata trasformatasi in vagante, costringendo Bea a fronteggiare la realtà. La donna decide di rimanere in città e racconta loro di un posto chiamato PADRE e di dove potrebbe trovarsi, mentre Morgan, Grace e Mo tornano al sottomarino. I tre trovano ad aspettarli Howard e altri miliziani di Victor che offrono a Grace e Mo di andare con loro alla torre. Morgan esorta Grace ad accettare, ma la donna rifiuta e più tardi i due trovano delle provviste nascoste nel sottomarino. Nel frattempo, il misterioso sopravvissuto si rivela essere Josiah LaRoux, gemello del cacciatore di taglie Emile LaRoux, ucciso da Morgan, che giura vendetta.
- Guest star: Omid Abtahi (Howard), Demetrius Grosse (Josiah LaRoux), Derek Richardson (Fred), Maren Lord (Bea).
- Ascolti USA: telespettatori 955.000 – rating 18-49 anni 0,22%[4]

## Visioni
- Titolo originale: Cindy Hawkins
- Diretto da: Ron Underwood
- Scritto da: Nick Bernardone e Jacob Pinion

### Trama
John e June vivono nel bunker da un paio di mesi mandando messaggi radio ai compagni aspettano sia possibile uscire in sicurezza. Il bunker sta diventando sempre più instabile e un giorno una parete crolla distruggendo le scorte di alcool e rivelando una stanza segreta dove Teddy imbalsamava le sue vittime. L'astinenza alcolica di John gli causa allucinazioni dell'ultima vittima di Teddy, Cindy Hawkins, il cui corpo non fu mai trovato. Attirato dalla sua voce, esce dal bunker dove viene attaccato da alcuni vaganti e salvato dalla sopraggiunta June. I due notano degli uomini nelle vicinanze e si rifugiano nel bunker mentre gli uomini intimano loro di arrendersi. John capisce che June ha mentito poiché è già possibile uscire che si giustifica non volendo accettare il mondo di fuori senza suo marito. John esce a cercare il corpo di Cindy pensando di avere dedotto dove si trova, ma quando vede gli uomini avvicinarsi al bunker, torna sui suoi passi uccidendoli per salvare June. I due si riappacificano e scoprono in seguito a un altro crollo che il corpo di Cindy è proprio nel bunker. Mentre cercano di uscire, il bunker crolla, ma vengono salvati dagli uomin di Victor e portati alla torre. Quando Morgan giunge sul posto, Victor lo contatta via radio e i due si accusano a vicenda.
- Guest star: Brittany Bradford (Cindy Hawkins).
- Ascolti USA: telespettatori 871.000 – rating 18-49 anni 0,18%[5]

## Faccia a faccia
- Titolo originale: Breathe with Me
- Diretto da: Tara Nicole Weyr
- Scritto da: Nazrin Choudhury e David Johnson

### Trama
Sarah vive in un vecchio forte insieme ad Althea e agli altri salvati dall'elicottero, ossessionata dalla ricerca di Wendell di cui ha perso contatto in seguito all'esplosione. Sarah incontra Josiah che si propone di aiutarla a trovarlo se in cambio contatterà Morgan per organizzare un incontro in cui lui potrà vendicare il fratello Emile. Sarah accetta l'offerta a malincuore e Josiah con il suo cane Rufus trova la sedia a rotelle di Wendell in possesso di Sage, uno dei predoni che spoglia i morti. Affranta dal dolore, Sarah fa schiantare fuori strada la macchina di Josiah, finendo con lui vicino a una testata nucleare inesplosa. Mentre i vaganti li circondano i due legano e Sarah cerca di chiedere aiuto a Morgan via radio. Con l'aiuto del sopraggiunto Morgan i tre eliminano i vaganti, ma Josiah cerca di uccidere Morgan facendolo mordere dalla testa del fratello, ma finendo per ferire il suo cane Rufus. Josiah è costretto a sopprime il cane e si riconcilia con Morgan. I tre raggiungono la torre dove Victor conferma loro che Wendell si trova lì, ma rifiuta di farli entrare. Dopo avere fatto promettere a Victor di non dire nulla a Wendell, Sarah, Morgan e Josiah si separano. Nel frattempo, Sage ha recuperato la testata nucleare e la porta al suo gruppo.
- Guest star: Maggie Grace (Althea Szewczyk-Przygocki), Omid Abtahi (Howard), Demetrius Grosse (Josiah LaRoux), Jacob Kyle Young (Sage), Shane Andries (Guardia).
- Ascolti USA: telespettatori 733.000 – rating 18-49 anni 0,15%[6]

## Finché morte non ci separi
- Titolo originale: Till Death
- Diretto da: Lennie James
- Scritto da: Justin Boyd e Ashley Cardiff

### Trama
Dwight e Sherry sono diventati celebri come dei "fuorilegge etici" che aiutano le persone in difficoltà. Sono ancora ospiti del bunker della famiglia Larson e li convincono ad attendere un momento migliore per partire alla ricerca di PADRE. Dwight e Sherry vengono catturati dagli uomini di Victor, incuriosito dalle voci sul loro conto, che propone un accordo: trovare per lui Mickey, una donna scappata dalla torre per cercare il suo compagno, in cambio di un posto anche per loro. I due rifiutano l'offerta, comparando la torre di Strand al Santuario di Negan. Nonostante ciò, i due rintracciano Mickey e si offrono di aiutarla a trovare il suo compagno Cliff. Tornati però verso il loro bunker scoprono che i Larson sono stati uccisi e Dwight vacilla affermando che forse è meglio accettare l'offerta di Strand. Mickey e Sherry partono comunque verso la palestra dove pensano di trovare Cliff, mentre Dwight si imbatte in un uomo che scopre mandato da Victor per i uccidere i Larson. Mickey e Sherry intanto riescono a entrare nella palestra invasa dai vaganti, scoprendo però che Cliff è diventato anch'egli un vagante. Dwight raggiunge le due donne informandole su quanto ha scoperto e aiutandole a eliminare i vaganti. Più tardi i tre vengono chiamati via radio da un altro gruppo che chiede il loro aiuto per trovare PADRE.
- Guest star: Omid Abtahi (Howard), Aisha Tyler (Mickey), Alex Skuby (Eli), Aaron Spivey-Sorrells (Kevin), Julia Barnett (Kim), Ella McCain (Briga), Blake Blair (Stalker), Lexter Santana (Partner).
- Ascolti USA: telespettatori 931.000 – rating 18-49 anni 0,16%[7]

## La videocamera
- Titolo originale: Reclamation
- Diretto da: Bille Woodruff
- Scritto da: Alex Delyle e Calaya Michelle Stallworth

### Trama
Dopo avere mandato gli altri al sottomarino, Althea torna al suo blindato, intenzionata a riprendere da sola il suo viaggio per raccontare storie. Morgan e Grace la raggiungono mentre viene attaccata da due soldati del CRM alla ricerca di Isabelle, che ha disertato salvando Daniel e gli altri. Althea attira i soldati lontano perché Grace e Morgan possano prendere munizioni dall'elicottero per le mitragliatrici del blindato. I due soldati però catturano Morgan e Grace minacciando di ucciderli via radio se Althea non li condurrà da Isabelle. Morgan e Grace riescono tuttavia a fuggire e si fanno seguire dai due soldati verso Althea, dove i tre riescono a uccidere i soldati. Morgan fa un'intervista ad Althea per convincerla a tornare dagli altri, ma la donna è irremovibile. Quando però sente dalla radio del CRM che Isabelle è stata individuata, la raggiunge nel suo nascondiglio, rompe la sua telecamera e le dice che vuole vivere con lei, anche se vorrà dire essere sempre in fuga dal CRM.
- Guest star: Maggie Grace (Althea Szewczyk-Przygocki), Sydney Lemmon (Isabelle).
- Ascolti USA: telespettatori 880.000 – rating 18-49 anni 0,16%[8]

## Il ritratto
- Titolo originale: The Portrait
- Diretto da: Heather Cappiello
- Scritto da: Nick Bernardone

### Trama
Mentre gli viene fatto un ritratto, Victor rifiuta ripetutamente di fare entrare i sopravvissuti che arrivano alle porte della torre. Morgan arriva chiedendogli aiuto per Mo che non sta bene: Victor accetta di farla visitare da June, ma poi gli dice che sarà obbligato a fargli un favore per riaverla indietro. Mentre discutono i Cacciatori, un gruppo di sopravvissuti che spoglia i vaganti, assedia la torre con un rudimentale trabucco, minacciando di lanciare dentro vaganti riempiti da pezzi della testata nucleare inesplosa. Victor improvvisamente perde i sensi e quando si risveglia afferma di essere stato sicuramente avvelenato: più tardi June conferma che ha ingerito del blu di metilene. Morgan intanto si offre di aiutarli chiamando Grace che può rompere l'assedio arrivando con il blindato. Victor alla fine accetta e lo fa arrivare all'armeria, dicendogli che gli voleva chiedere di trovare Alicia per lui. Morgan chiama Grace e i Cacciatori sono costretti a ritirarsi, ma nel frattempo Victor scopre che è stato Morgan ad avvelenarlo e lo porta sul tetto per lanciarlo di sotto. Grace a quel punto li chiama proponendogli un accordo: risparmiare Morgan in cambio del suo aiuto per sbarazzarsi dei vaganti contaminati dalla testata nucleare che si sono mischiati alla mandria davanti alla torre. Victor accetta con la clausola che lei e Mo dovranno rimanere per sempre alla torre. Morgan viene lasciato quindi andare e poco dopo viene trovato da Dwight, Sherry e alcuni membri dei Cacciatori. Lo portano al loro campo dove scopre che il loro capo è Alicia, che tuttavia afferma che chi ha attaccato la torre non fa più parte del suo gruppo. Mentre parlano, arrivano dei vaganti riempiti da pezzi della testata nucleare. Quando vengono uccisi esplodono, rilasciando una nube di gas radioattivo.
- Guest star: Omid Abtahi (Howard), Daryl Mitchell (Wendell), Spenser Granese (Arnold), Federica Rangel (artista).
- Ascolti USA: telespettatori 940.000 – rating 18-49 anni 0,18%[9]

## Padre
- Titolo originale: Padre
- Diretto da: Michael E. Satrazemis
- Scritto da: Ian Goldberg e Andrew Chambliss

### Trama
Chiusa nel bunker da Teddy, Alicia diventò malvolentieri capo dei membri del suo culto lì rifugiati. Incontrò Will che gli raccontò di PADRE, ma l'unico a saperne l'ubicazione era un senatore diventato un vagante. I due provarono a seguirlo nella speranza che li conducesse fuori verso Padre, ma Alicia venne morsa e fu costretta ad amputarsi il braccio. Al presente, Alicia e gli altri sono costretti ad abbandonare il loro campo. Mentre tutti si dirigono al sottomarino, Alicia e Morgan seguono il vagante del senatore, ma vengono catturati da Victor e i suoi. Alicia rifiuta di rivelare a chiunque perché seguano quel vagante e Victor ordina di eliminarlo insieme a Morgan. Alicia si frappone e viene morsa dal vagante, turbando Victor che li lascia andare. Alicia mostra a Morgan di essersi già amputata il braccio dove è appena stata morsa, ma ritiene di averlo fatto troppo tardi ed essere solo questione di tempo prima che si trasformi. I due riprendono a seguire il vagante che li porta però alla torre e si mischia nella mandria. Victor sopraggiunge e le offre di stabilirsi alla torre insieme alla sua gente: Alicia sta per accettare, ma in quel momento il vagante di Will si avvicina. Furiosa, Alicia dichiara che farà guerra alla torre per portarla via a Victor.
- Guest star: Gus Halper (Will), Spenser Granese (Arnold), Dennis Keiffer (capo delle guardie forestali), Alex Kingi (accolito).
- Ascolti USA: telespettatori 837.000 – rating 18-49 anni 0,15%[10]

## Il sogno di Alicia
- Titolo originale: Follow Me
- Diretto da: Heather Cappiello
- Scritto da: Andrew Chambliss e Ian Goldberg

### Trama
Alicia si risveglia in una casa dove è stata portata da Paul, un musicista sordo, dopo che l'ha soccorsa. Paul la nasconde quando Arno e il suo gruppo la vengono a cercare ed ella spiega che vogliono vendicarsi poiché quando l'hanno seguita per cercare PADRE molti di loro sono morti. Mentre cercano un stereo per Paul, Alicia viene catturata da Arno, ma salvata da Paul che la riporta a casa. I due preparano una trappola per Arno e i suoi uomini alzano il volume della musica al massimo per attrarre i vaganti e approfittano del caos per dividere e colpire di soppiatto Arno e i suoi. L'impianto audio tuttavia si guasta e Paul viene gravemente ferito, perciò decide di sacrificarsi per fare fuggire Alicia. Tornata al sottomarino, Morgan le chiede se ha avuto successo nel chiedere l'aiuto di Arno per conquistare la torre, ma Alicia dice di avere un nuovo piano: usare la trasmittente per radunare un esercito con la promessa della sicurezza che la torre provvederebbe. Nel frattempo, Arno e i suoi trovano un cratere pieno di migliaia di vaganti radioattivi, rinnovando la loro determinazione di appropriarsi della torre.
- Guest star: Spenser Granese (Arnold), Warren Snipe (Paul), Jacob Kyle Young (Sage), Anniston Almond (ragazzina).
- Ascolti USA: telespettatori 835.000 – rating 18-49 anni 0,15%[11]

## Giovani ranger
- Titolo originale: Mourning Cloak
- Diretto da: Lennie James
- Scritto da: Nazrin Choudhury e Calaya Michelle Stallworth

### Trama
Fuori dalla torre, Charlie viene catturata da Ali, un giovane ranger di Victor in addestramento. Charlie afferma di avere abbandonato Morgan e di volere vivere nella torre, quindi Howard le offre asilo se in cambio recupera un ricambio per l'ascensore malfunzionante, mentre segretamente chiede ad Ali di accompagnarla per scoprire le sue vere intenzioni. Charlie e Ali durante il viaggio si innamorano l'una dell'altro e la prima confessa di essere stata in realtà mandata da Morgan per spegnere il faro della torre e fare allontanare i vaganti. Dopo avere preso i ricambi, Ali propone a Charlie di scappare insieme, ma la ragazza improvvisamente sviene ed è costretto a riportarla alla torre. June le diagnostica un grave avvelenamento da radiazioni e Ali si propone di spegnere per lei il faro, venendo scoperto da Howard che lo scaraventa dal tetto. Howard intende uccidere anche Charlie, ma June glielo impedisce dicendo che in quel caso non avranno più il suo aiuto. John intanto si finge d'accordo con Howard per porsi come nuovo consigliere di Victor e influenzarlo.
- Guest star: Omid Abtahi (Howard), Daryl Mitchell (Wendell), Ashton Arbab (Ali), Matthew Ramirez (Ranger Garcia).
- Ascolti USA: telespettatori 789.000 – rating 18-49 anni 0,15%[12]

## Ofelia
- Titolo originale: Ofelia
- Diretto da: Alycia Debnam-Carey
- Scritto da: Alex Delyle e David Johnson

### Trama
Mentre Morgan e gli altri partono per un deposito d'armi, Daniel, seguito da Luciana e Wes, si allontana convinto di dovere cercare Ofelia poiché ancora viva. I tre vengono catturato da Arno e il suo gruppo che li interrogano per scoprire dove si trova il deposito d'armi, parlando di una minaccia incombente. Daniel dà loro delle coordinate sbagliate per fare allontanare alcuni di loro, quindi riesce a evadere e sorprende Arno, dandolo in pasto ai vaganti. Luciana, venuta anche a sapere del cratere con i vaganti radioattivi, convince le persone rimanenti ad allearsi a loro per conquistare la torre. Inganna quindi Daniel dicendo che Ofelia è nella torre per ottenere il suo aiuto: Wes, disgustato da questa scelta, si reca alla torre per fare un patto con Victor.
- Guest star: Spenser Granese (Arnold), Jacob Kyle Young (Sage), Jessica Perrin (Sabrina).
- Ascolti USA: telespettatori 743.000 – rating 18-49 anni 0,14%[13]

## L'eredità
- Titolo originale: Sonny Boy
- Diretto da: Ron Underwood
- Scritto da: Justin Boyd e Jacob Pinion

### Trama
Howard fa scaraventare diverse persone dalla torre, assecondando la paranoia di Victor su una "resistenza" all'interno. Un giorno Mo sparisce e lo stesso Howard viene sospettato di essere un traditore quando nella sua stanza viene trovata una radio. Victor gli offre di trovare la bambina per riguadagnarsi la sua fiducia, poi chiede anche a John di cercarla non fidandosi di lui. John indaga e deduce che sia stata rapita da June, trovandola mentre cerca di portarla fuori dalla torre: la donna spiega che finché rimarrà lì Morgan non attaccherà mai la torre. I vaganti intrappolano June e John mentre discutono e sono costretti a chiedere aiuto. Howard e Victor li traggono in salvo e John confessa di avere incastrato Howard per guadagnarsi la fiducia di Victor. Egli inaspettatamente apprezza quanto ha fatto e gli ordina di lanciare dal tetto Howard per prendere il suo posto. John esegue quando minaccia di uccidere altrimenti Grace o June, ma poi si rende conto che Victor è irrecuperabile. Dopo averlo tramortito prende Mo e attraversa la mandria di vaganti per consegnarla a Morgan con un'armatura improvvisata. Morso da un vagante, si sacrifica per permettere a Morgan di allontanarsi con la bambina. Intanto Victor si riprende e via radio minaccia Morgan di uccidere June e Grace se dovesse mettere piede nella torre, invitando tutti gli altri a unirsi a lui. Senza più Howard e John, Victor propone a Wes di diventare il suo secondo.
- Guest star: Omid Abtahi (Howard), Daryl Mitchell (Wendell), Eric Sandell (Ranger), Christina Blake (Kat).
- Ascolti USA: telespettatori 717.000 – rating 18-49 anni 0,14%[14]

## Il cratere
- Titolo originale: The Raft
- Diretto da: Gary Rake
- Scritto da: Nazrin Choudhury e Nick Bernardone

### Trama
Allontanatosi dalla torre con Mo, Morgan chiede aiuto a Dwight e Sherry. L'uomo si è fatto infatti inseguire dalla mandria che circondava la torre e intende portarla da qualche parte, lasciando la torre indifesa. I tre vengono attaccati dai ranger di Victor e si separano: Dwight e Sherry fuggono con Mo, mentre Morgan porta la mandria verso il cratere. Durante la marcia incontra Alicia, ma quando arrivano al cratere lo trovano quasi vuoto perché qualcuno ha posato una rampa per fare uscire i vaganti. Nel frattempo Dwight e Sherry, braccati a più riprese da Wes e i ranger, si rifugiano nel bunker dove era stata Alicia. Venuti a sapere della situazione del cratere, attivano l'allarme antincendio mentre Morgan e Alicia si avvicinano con i vaganti, attirandoli all'interno. I ranger di Victor vengono sopraffatti dai vaganti nel bunker, mentre Wes lotta per sopravvivere. Nel frattempo Dwigh, Sherry e Mo rimangono intrappolati da un crollo nei canali di scolo. Sherry rivela di avere fatto un test di gravidanza e scopre di essere incinta: con la forza ritrovata, usa l'arma di Alicia che ha recuperato per scavare tra le macerie per uscire. Morgan, seguendo una richiesta di Grace, si allontana con Mo usando il gommone di emergenza del sottomarino per cercare una casa sicura per lei. Ora che il sottomarino è inutilizzabile per una perdita radioattiva, Alicia guida tutti gli altri in un attacco alla torre.
- Guest star: Candice Michele Barley (Maya Vazquez).
- Ascolti USA: telespettatori 738.000 – rating 18-49 anni 0,13%[15]

## Divina provvidenza
- Titolo originale: Divine Providence
- Diretto da: Edward Ornelas
- Scritto da: Alex Delyle e David Johnson

### Trama
Alicia si presenta alla torre con i suoi, perciò Victor la invita all'interno per parlare. Daniel si presenta con lei e viene imprigionato, mentre Victor fa riaccendere il faro e spiega che vuole attirare i vaganti radioattivi del cratere per eliminare gli alleati di Alicia. La ragazza prende in ostaggio Victor e cerca di portarlo sul tetto in ascensore, ma esso viene bloccato. Dopo avere scoperto che ad Alicia non rimane molto da vivere, i due raggiungono un accordo: il faro verrà spento e Alicia farà ritirare i suoi. Tuttavia Wes e i ranger si ribellano a questo accordo, costringendo Victor e Alicia a fuggire. I due raggiungono Daniel che nel frattempo si è già liberato, convincendolo a collaborare con la promessa di ritrovare Ofelia. Il gruppo raggiunge l'infermeria per trovare medicine per Alicia e Victor è costretto a confessare che Ofelia non si trova lì. Daniel sta per ucciderlo, ma viene convinto a desistere e a prendersi cura di Charlie, allettata e fin di vita per le radiazioni subite. Victor e Alicia cercano di raggiungere i piani altri e affrontano i ranger: Victor uccide Wes mentre Alicia cercava di convincerlo, suscitando la sua rabbia. I due fanno fuggire June, Grace e Wendell che raggiungono i loro amici fuori e li avvisano dei vaganti radioattivi in arrivo, aiutandoli a rifugiarsi nella torre. Alicia e Victor intanto raggiungono il tetto, ma quest'ultimo ha un ripensamento e non vuole più spegnere il faro, pensando che Alicia non lo perdonerà comunque. I due lottano e nella colluttazione il faro viene distrutto: Alicia manda un messaggio con la radio a tutti i sopravvissuti in zona, ma scoppia un incendio sul tetto e Alicia perde i sensi.
- Guest star: Peter Jacobson (Jacob Kessner), Daryl Mitchell (Wendell).
- Ascolti USA: telespettatori 658.000 – rating 18-49 anni 0,11%[16]

## Amina
- Titolo originale: Amina
- Diretto da: Michael E. Satrazemis
- Scritto da: Ian Goldberg e Andrew Chambliss

### Trama
Alicia si risveglia sulla spiaggia dove è stata portata dal suo gruppo: si preparano infatti ad abbandonare la zona poiché l'orda di vaganti bruciati dall'incendio della torre sta contaminando l'aria. Alicia vede una giovane ragazza mascherata e inizia a seguirla: ella afferma di cercare un suo amico che sa dove si trova PADRE. Raggiunta la torre, Alicia ha l'ennesimo svenimento per la febbre e viene salvata dai suoi amici, tuttavia li convince a lasciarla andare alla torre per avvertire con la radio tutti che la zona non è più sicura. Alicia raggiunge il tetto dove ritrova la ragazzina, ma scopre che la radio è rotta. La ragazza rivela che il suo amico è Victor, rimasto alla torre ad aspettare la fine, e che è un'allucinazione parte di lei. Alicia salva Victor e lo porta alla spiaggia, ma decide di non partire temendo che se si rianimasse in mare metterebbe in pericolo i suoi amici. Tempo dopo Alicia si risveglia dopo l'ennesimo svenimento, guarita dall'infezione e dice a sé stessa che aiuterà le persone ancora in zona che cercano PADRE.
- Guest star: Peter Jacobson (Jacob Kessner), Daryl Mitchell (Wendell), Demetrius Grosse (Josiah LaRoux), Anniston Almond (ragazzina mascherata).
- Ascolti USA: telespettatori 598.000 – rating 18-49 anni 0,08%[17]

## Alle porte del paradiso
- Titolo originale: Gone
- Diretto da: Sharat Raju
- Scritto da: Ian Goldberg e Andrew Chambliss

### Trama
Morgan approda in Louisiana dove viene catturato da un gruppo di persone incappucciate che lo accusano di rapire bambini. Viene salvato da Madison Clark, che però rapisce Mo lasciandola in un capanno perché sia portata a PADRE. Avendo subito danni ai polmoni nell'incendio dello stadio, Madison ha continuo bisogno di ossigeno: Morgan la sorprende mentre cerca delle bombole e le intima di consegnarle Mo, che però è già stata portata via. Vedendo i nomi dei figli tatuati sui polsi, Morgan capisce chi sia e fa un patto con lei: consegnare a PADRE Ava, una ragazza incinta conosciuta da poco, in cambio di Mo. I due convincono Ava ad andare a PADRE, ma durante il viaggio Madison scopre che Ava non è incinta: la ragazza rivela che ha mentito per ritrovare la figlia portata via da Madison e sotto la minaccia di un fucile obbliga Morgan a dire dove si trovano i figli di Madison, affinché gli uomini incappucciati se ne possano occupare. Morgan risponde che Nick e Alicia sono morti, ma è costretto a cedere Madison agli uomini incappucciati, a cui Ava si unisce. Madison viene seppellita viva sulla spiaggia, ma viene salvata poco dopo da Morgan. I due scoprono che il gruppo di incappucciati, Ava compresa, sono stati uccisi da PADRE ed escogitano un piano. Madison porta Morgan dai suoi contatti di PADRE che offre la posizione dei suoi amici per recarsi a PADRE.
- Guest star: Kim Dickens (Madison Clark), Lyndon Smith (Ava), Carl Palmer (Leader Wilt), Jeff Chase (Padre Guard), Kyle Gray (uomo mascherato con sacco di iuta).
- Ascolti USA: telespettatori 710.000 – rating 18-49 anni 0,11%[18]